# 2020–2021-es UEFA Nemzetek Ligája (egyenes kieséses szakasz)
A 2020–2021-es UEFA Nemzetek Ligájának egyenes kieséses szakaszát 2021. október 6. és október 10. között játszották Olaszországban. Az egyenes kieséses szakaszban a Nemzetek Ligája A ligájának négy csoportgyőztese vett részt. A győztes a francia válogatott lett.

## Lebonyolítás
Az egyenes kieséses szakaszban az A liga négy csoportgyőztese vett részt. A négy csapatot a 2022-es világbajnokság európai selejtezőjén ötcsapatos csoportba sorsolták, hogy a csapatok részére szabadon hagyják a játéklehetőséget a Nemzetek Ligájában.
Az egyenes kieséses szakasz 4 mérkőzésből állt: két elődöntő, a bronzmérkőzés és a döntő. A továbbjutásról, illetve a helyosztókon a győztesekről egy-egy mérkőzés döntött. Az elődöntők párosításait kiemelés nélkül sorsolták.
Az egyenes kieséses szakaszban ha a rendes játékidő után döntetlen az állás:
- Az elődöntőben és a döntőben 30 perc hosszabbítást játszanak és további egy cserelehetőség van.[5] Ha ezután is döntetlen az eredmény, akkor büntetőpárbaj következik.
- A bronzmérkőzésen nem játszanak hosszabbítást, a győztesről büntetőpárbaj dönt. (Ez változás az előző kiíráshoz képest.)

## Résztvevők
A Nemzetek Ligája A ligájának négy csoportgyőztese:

| Csoport | Csapat        | Részvételi jog megszerzése |
| ------- | ------------- | -------------------------- |
| A1      | Olaszország   | 2020. november 18.         |
| A2      | Belgium       | 2020. november 18.         |
| A3      | Franciaország | 2020. november 14.         |
| A4      | Spanyolország | 2020. november 17.         |

## A rendező kiválasztása
A rendezőt a négy résztvevőből választották ki, amelyet az UEFA Végrehajtó Bizottsága erősített meg a 2020. december 3-i ülésén. 2020. szeptember 24-én jelentették be, hogy Olaszország, Hollandia és Lengyelország érdeklődött a rendezés jogáról, mindhárom csapat az A1-es csoportban volt. Miután Olaszország nyerte a csoportot, így az olasz pályázatot választották.
Pályázatok
- Olaszország[8]
  - San Siro, Milánó
  - Juventus Stadion, Torino
- Hollandia[9]
  - Johan Cruijff Arena, Amszterdam
  - De Kuip, Rotterdam
- Lengyelország[10]
  - Nemzeti Stadion, Varsó
  - Lengyel Hadsereg Stadion, Varsó (lehetséges)
  - Silesian Stadion, Chorzów (lehetséges)
  - Stadion Miejski, Krakkó (lehetséges)

## Sorsolás
A sorsolást 2020. december 3-án tartották. Kiemelés nem volt. A rendező csapat az 1. elődöntő pályaválasztója. A bronzmérkőzés és a döntő hivatalos pályaválasztói az 1. elődöntő résztvevői.

## Ágrajz
|  |                      |               |               |                      |   |               |               |       |
|  | Elődöntők            | Elődöntők     | Elődöntők     |                      |   | Döntő         | Döntő         | Döntő |
|  | Elődöntők            | Elődöntők     | Elődöntők     |                      |   | Döntő         | Döntő         | Döntő |
|  | október 6. – Milánó  |               |               |                      |   |               |               |       |
|  |                      |               |               |                      |   |               |               |       |
|  | Olaszország          | Olaszország   | 1             |                      |   |               |               |       |
|  | Olaszország          | Olaszország   | 1             | október 10. – Milánó |   |               |               |       |
|  | Spanyolország        | Spanyolország | 2             |                      |   |               |               |       |
|  | Spanyolország        | Spanyolország | 2             |                      |   | Spanyolország | Spanyolország | 1     |
|  | október 7. – Torino  |               |               |                      |   | Spanyolország | Spanyolország | 1     |
|  |                      |               | Franciaország | Franciaország        | 2 |               |               |       |
|  | Belgium              | Belgium       | Franciaország | Franciaország        | 2 | 2             |               |       |
|  | Belgium              | Belgium       |               |                      |   |               |               |       |
|  | Franciaország        | Franciaország | 3             |                      |   |               |               |       |
|  | Franciaország        | Franciaország | 3             | Bronzmérkőzés        |   |               |               |       |
|  |                      |               |               |                      |   |               |               |       |
|  | október 10. – Torino |               |               |                      |   |               |               |       |
|  |                      |               |               |                      |   |               |               |       |
|  | Olaszország          | Olaszország   | 2             |                      |   |               |               |       |
|  | Olaszország          | Olaszország   | 2             |                      |   |               |               |       |
|  | Belgium              | Belgium       | 1             |                      |   |               |               |       |
|  | Belgium              | Belgium       | 1             |                      |   |               |               |       |

## Elődöntők
| 2021. október 6. 20:45 |

| Olaszország    | 1–2               | Spanyolország       |
| -------------- | ----------------- | ------------------- |
| Pellegrini 83' | (0–2) Jegyzőkönyv | F. Torres 17' 45+2' |

| San Siro, Milánó Nézőszám: 33 524 Játékvezető: Szergej Karaszjov (orosz) |

| 2021. október 7. 20:45 |

| Belgium                 | 2–3               | Franciaország                                      |
| ----------------------- | ----------------- | -------------------------------------------------- |
| Carrasco 37' Lukaku 40' | (2–0) Jegyzőkönyv | Benzema 62' Mbappé 69' (11-esből) T. Hernández 90' |

| Juventus Stadion, Torino Nézőszám: 12 409 Játékvezető: Daniel Siebert (német) |

## Bronzmérkőzés
| 2021. október 10. 15:00 |

| Olaszország                        | 2–1               | Belgium          |
| ---------------------------------- | ----------------- | ---------------- |
| Barella 46' Berardi 65' (11-esből) | (0–0) Jegyzőkönyv | De Ketelaere 86' |

| Juventus Stadion, Torino Játékvezető: Srđan Jovanović (szerb) |

## Döntő
| 2021. október 10. 20:45 |

| Spanyolország | 1–2               | Franciaország          |
| ------------- | ----------------- | ---------------------- |
| Oyarzabal 64' | (0–0) Jegyzőkönyv | Benzema 66' Mbappé 80' |

| San Siro, Milánó Játékvezető: Anthony Taylor (angol) |